# Internationale Filmfestspiele von Cannes 2009

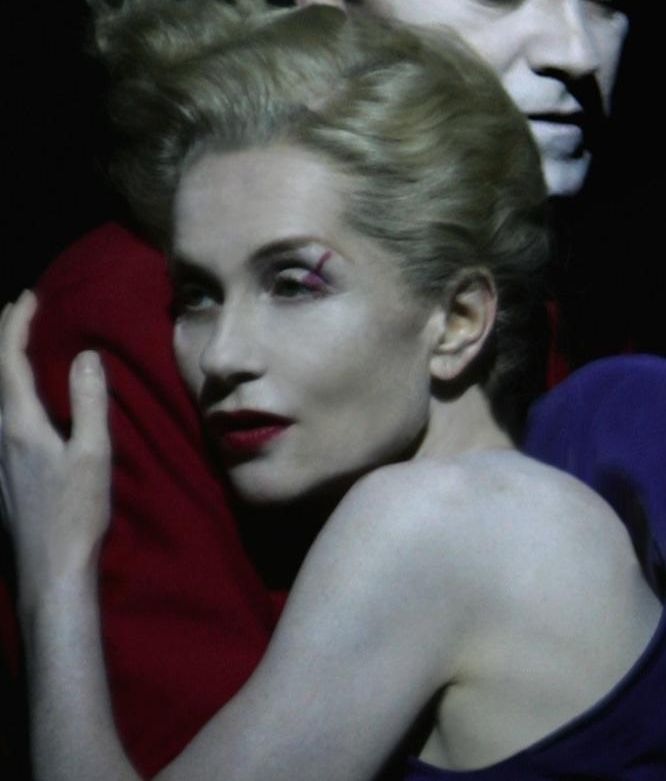
Diesjährige Jurypräsidentin: die Schauspielerin Isabelle Huppert

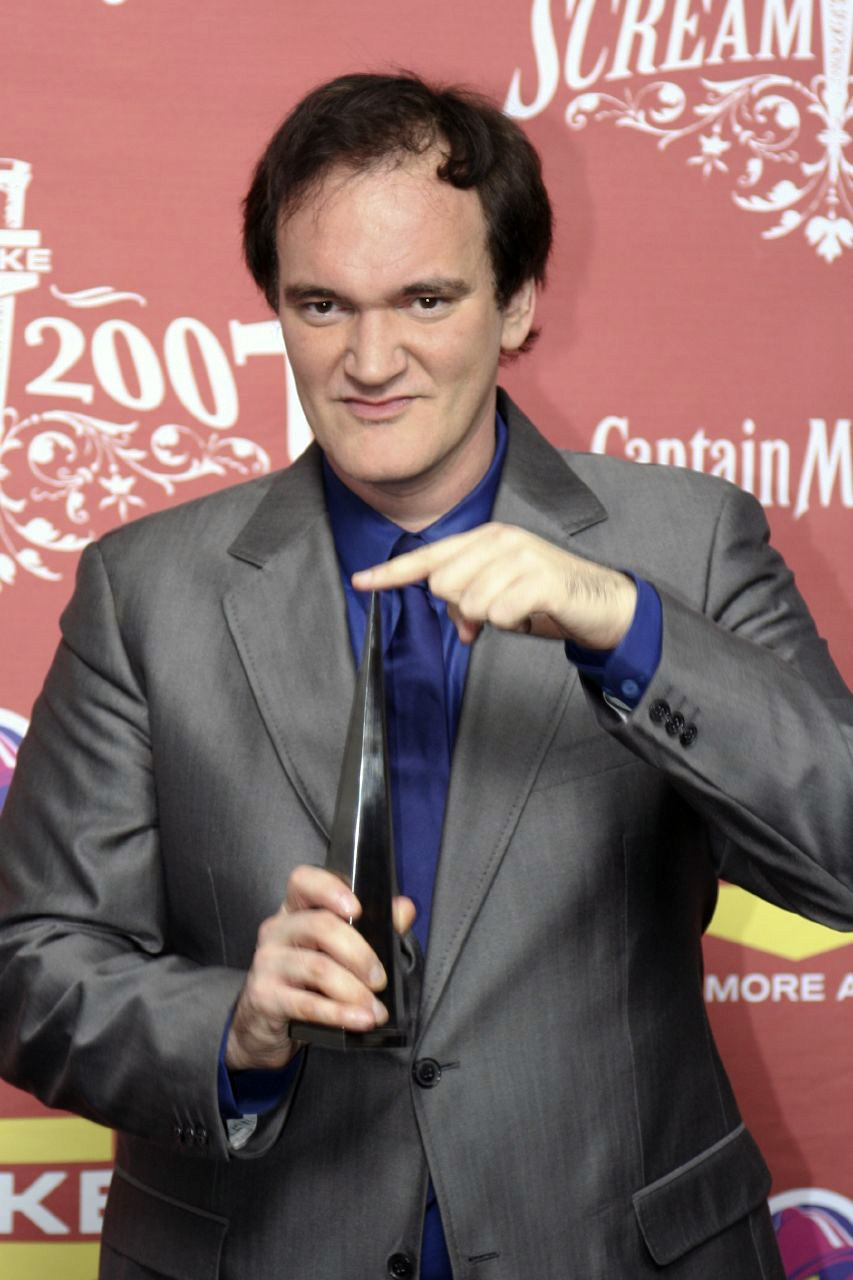
Im Wettbewerb um die Goldene Palme vertreten: der US-amerikanische Regisseur Quentin Tarantino (Inglourious Basterds)

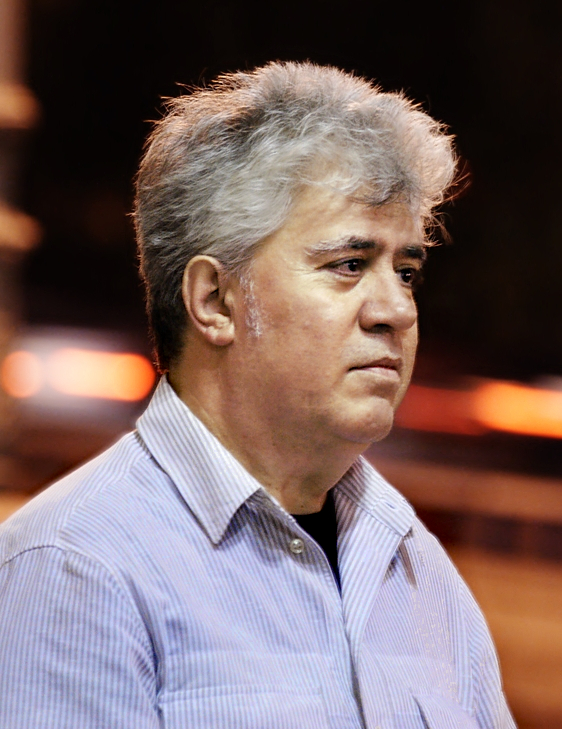
Ebenfalls im internationalen Wettbewerb vertreten: der spanische Regisseur Pedro Almodóvar (Los abrazos rotos)

Die 62. Internationalen Filmfestspiele von Cannes fanden vom 13. bis 24. Mai 2009 statt. Das Filmfestival wurde erstmals mit einem Animationsfilm, der Disney-Pixar-Produktion Oben (Originaltitel: Up), eröffnet. Als Abschlussfilm wurde Jan Kounens romantisches Drama Coco Chanel & Igor Stravinsky ausgewählt. Beide Filme wurden außerhalb des Wettbewerbs gezeigt. Mit dem Hauptpreis, der Goldenen Palme, wurde der Beitrag Das weiße Band des Österreichers Michael Haneke ausgezeichnet.
Nach acht Jahren wurde das Amt des Jurypräsidenten wieder von einer Frau, der französischen Schauspielerin Isabelle Huppert, bekleidet. Die Auswahl an Filmen wurde sowohl im Wettbewerb um die Goldene Palme, den Hauptpreis des Festivals, als auch in den Nebensektionen vom europäischen Autorenfilm dominiert. Der deutschsprachige Film war dieses Jahr allein mit Michael Hanekes Das weiße Band in der offiziellen Auswahl der Filmfestspiele von Cannes vertreten. Einladungen für deutsche oder schweizerische Filmemacher wurden nicht ausgesprochen.
Die Wirtschaftskrise machte sich beim Festival unter anderem durch einen Rückgang an Hotelreservierungen bemerkbar. Bekannte Empfänge wie die des Magazins Vanity Fair oder der deutschen Filmorganisation German Films wurden gestrichen oder fielen im Vergleich zu den Vorjahren bedeutend kleiner aus. Der Filmmarkt von Cannes, auf dem Filmproduzenten und Distributeure die Gelegenheit haben, Partner zur Finanzierung ihrer Filmprojekte zu finden beziehungsweise bereits fertiggestellte Arbeiten zu kaufen, klagte über extreme Zurückhaltung bei Käufen und neuen Abschlüssen.

## Offizielle Auswahl

### Internationaler Wettbewerb

#### Wettbewerbsjury
Als Nachfolger des letztjährigen Jurypräsidenten Sean Penn wurde am 2. Januar 2009 Isabelle Huppert präsentiert. Die französische Film- und Theaterschauspielerin war bereits 1984 Jurymitglied des Filmfestivals gewesen, während sie 1978 für Violette Nozière und 2001 für Die Klavierspielerin mit dem Darstellerpreis ausgezeichnet worden war. Nach Olivia de Havilland (1965), Sophia Loren (1966), Michèle Morgan (1971), Ingrid Bergman (1973), Jeanne Moreau (1975 und 1995), Françoise Sagan (1979), Isabelle Adjani (1997) und Liv Ullmann (2001) wurde damit zum zehnten Mal das Amt des Jurypräsidenten von einer Frau bekleidet. Mit der Entscheidung für die 55-Jährige wurde Hupperts „Dienst am künstlerischen Kino“ anerkannt, wie der Festivalleiter Thierry Frémaux bekannt gab. Bei der Eröffnung des Filmfestivals gab die Jurypräsidentin programmatisch bekannt: „Wir sind nicht hier, um über Filme zu urteilen. Wir sind hier, um Filme zu lieben.“ Sie hoffe darauf, dass die Werke „nicht nur emotional berühren, sondern auch zum Nachdenken anregen.“
Huppert standen acht Jurymitgliedern zur Seite. Es handelte sich fast ausschließlich um Filmschaffende:

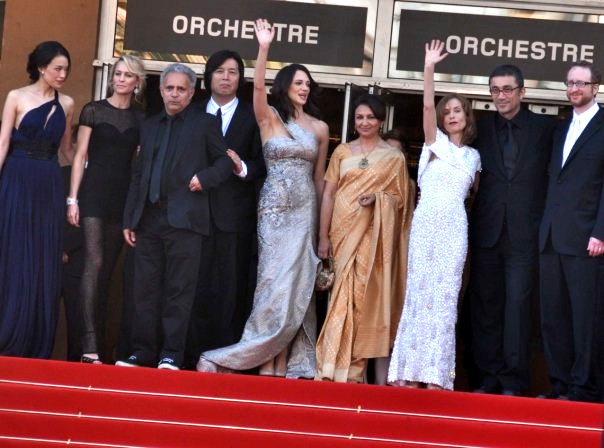
Die internationale Jury

- Asia Argento – italienische Schauspielerin und Regisseurin
- Nuri Bilge Ceylan – türkischer Regisseur und Drehbuchautor (Großer Preis der Jury 2003, Beste Regie 2008)
- Lee Chang-dong – südkoreanischer Regisseur und Drehbuchautor
- James Gray – US-amerikanischer Regisseur und Drehbuchautor
- Hanif Kureishi – britischer Schriftsteller und Drehbuchautor
- Shu Qi – taiwanische Schauspielerin
- Robin Wright Penn – US-amerikanische Schauspielerin
- Sharmila Tagore – indische Schauspielerin

Die ursprünglich aus acht Mitgliedern bestehende Jury wurde am 4. Mai 2009 um Tagore ergänzt.

#### Konkurrenten um die Goldene Palme
Die übrigen Jurymitglieder wie auch das offizielle Programm wurden am 23. April 2009 auf einer Pressekonferenz in Paris vorgestellt. Bereits im Vorfeld als sicher galt die Teilnahme des Regisseurs Quentin Tarantino mit Inglourious Basterds. Der neue Film des US-Amerikaners, der 1994 für Pulp Fiction die Goldene Palme erhielt, handelt von einer Gruppe jüdisch-amerikanischer Soldaten, die in Frankreich während des Zweiten Weltkriegs so viele deutsche Besatzer wie möglich töten soll. Inglourious Basterds wurde hauptsächlich in Berlin gedreht. Neben Brad Pitt und der Französin Mélanie Laurent sind unter anderem der deutsch-österreichische Schauspieler Christoph Waltz und etliche deutsche Darsteller wie beispielsweise Diane Kruger, Daniel Brühl, Til Schweiger und Gedeon Burkhard vertreten.
Nachdem in den vergangenen Jahren die Kritik aufkam, dass amerikanische Produktionen das Filmfestival dominiert hätten, stammen wie schon im Vorjahr die meisten Filmproduktionen aus Europa (elf Filme), gefolgt von Asien (fünf Filme) und den Vereinigten Staaten (zwei). Viele US-amerikanische Filmproduktionen hätten aufgrund des Streiks der Hollywood-Drehbuchautoren nicht rechtzeitig fertiggestellt werden können, so der künstlerische Leiter Thierry Frémaux. Das Teilnehmerfeld wird durch Beiträge aus Israel und Australien ergänzt, während Filmproduktionen aus Lateinamerika oder Afrika nicht vertreten sind.
„Das ist ein Jahr mit den großen Namen des Kinos“, so Frémaux über den diesjährigen Wettbewerb. Mit Ausnahme der spanischen Filmregisseurin Isabel Coixet (Map of the Sounds of Tokyo) waren die übrigen 19 Regisseure mindestens einmal im Wettbewerb um die Goldene Palme vertreten. Neben Tarantino wurden drei weitere von diesen bereits mit dem Hauptpreis ausgezeichnet: die Neuseeländerin Jane Campion (1993 für Das Piano), der Brite Ken Loach (2006 für The Wind That Shakes the Barley) und der Däne Lars von Trier (2000 für Dancer in the Dark). Campion erhielt für Bright Star eine Einladung nach Cannes. Der Film schildert die unglücklich endende Liebesbeziehung zwischen dem 23-jährigen Lyriker John Keats (1795–1821) und der fünf Jahre jüngeren Fanny Brawne, dargestellt von dem Briten Ben Whishaw und der Australierin Abbie Cornish. Loach stellt in seinem Wettbewerbsbeitrag Looking for Eric einen fußballbegeisterten Briefzusteller (gespielt von Steve Evets) in den Mittelpunkt, der in eine Lebenskrise gerät und Hilfe durch den ehemaligen Fußballspieler Éric Cantona erhält. Von Trier erzählt in seinem zwischen Drama und Horrorfilm angesiedelten Antichrist dagegen von einem Paar (gespielt von Charlotte Gainsbourg und Willem Dafoe), das versucht, während eines gemeinsamen Urlaubs in einem abgelegenen Wald seine Ehe zu retten. Neben Coixet und Campion ist mit Andrea Arnold eine dritte Regisseurin im Wettbewerb vertreten. In dem Drama Fish Tank erzählt die Britin die Geschichte einer 15-Jährigen (gespielt von Laiendarstellerin Katie Jarvis), deren Leben sich durch den neuen Freund der Mutter zu verändern beginnt.
Ebenfalls als einer der Mitfavoriten galt der Österreicher Michael Haneke, der für die deutsche Koproduktion Das weiße Band eine Einladung nach Cannes erhielt. Der Film ist am Vorabend des Ersten Weltkriegs angesiedelt und schildert die mysteriösen Vorfälle in einem dörflichen Schulchor. Haneke ist zum fünften Mal im Wettbewerb vertreten, nachdem er 2001 für Klavierspielerin und 2005 für Caché den Großen Preis der Jury beziehungsweise den Regiepreis gewann. Ein deutscher Regisseur war nicht vertreten. Fatih Akins Film Soul Kitchen hatte zwar eine Einladung ins offizielle Programm erhalten, jedoch brauche der Regisseur mehr Zeit für den Schnitt und einen möglichen Nachdreh und sagte daher den Festivalleitern ab. Im letzten Jahr hatte Wim Wenders erfolglos mit Palermo Shooting um die Goldene Palme konkurriert. Das Aufgebot an bekannten Autorenfilmern war so groß, dass der bisher sieben Mal im Wettbewerb vertretene Amerikaner Jim Jarmusch (Großer Preis der Jury 2005) für sein Krimidrama The Limits of Control überraschend keine Einladung erhielt.
Nach dem Sieg im Vorjahr waren französische Regisseure mit insgesamt vier Filmproduktionen am häufigsten im Wettbewerb vertreten. Neben Xavier Giannolis À l’origine und Vorsicht Sehnsucht von Alain Resnais konnte sich auch Jacques Audiard auf den Hauptpreis Hoffnungen machen. In seinem Krimidrama Ein Prophet zeichnet er den Weg eines Waisenjungen maghrebinischer Abstammung (gespielt von Tahar Rahim) nach, der mit Hilfe der korsischen Mafia zum einflussreichen Kriminellen avanciert. Gaspar Noé, der 2002 in Cannes mit den Gewaltdarstellungen seines Films Irreversibel für Aufruhr sorgte, war mit dem englischsprachigen Drama Enter the Void vertreten, der die Beziehung eines Geschwisterpaars zum Thema hat. Die asiatischen Beiträge waren Lou Yes heimlich inszenierter Film Chūn fēng chén zuì de wǎn shàng (Spring Fever), die Vampirgeschichte Bak-Jwi (Thirst) des Südkoreaners Park Chan-wook, der philippinische Krimi Kinatay von Brillante Mendoza und Johnnie Tos Vengeance, in dem Johnny Hallyday einen ehemaligen Berufskiller in Hongkong darstellt, während der Taiwaner Tsai Ming-liang für seinen Film Visage (Face) so bekannte Akteure wie Mathieu Amalric, Jeanne Moreau oder Fanny Ardant verpflichten konnte. Tsais Landsmann Ang Lee, Oscar-Preisträger und zweifacher Gewinner des Goldenen Löwen stellte mit der US-amerikanischen Produktion Taking Woodstock eine Komödie über das gleichnamige Musikfestival vor.
Bereits in Spanien angelaufen war Pedro Almodóvars Wettbewerbsbeitrag Los abrazos rotos (dt.: Zerrissene Umarmungen) in dem er Penélope Cruz zum wiederholten Male mit der Hauptrolle betraute. Der bislang teuerste Film des Regisseurs erzählt von den Beziehungen einer erfolglosen Schauspielerin, die tragisch endet, und fand in Almodóvars Heimatland vor allem aufgrund der starken Männerrollen Anerkennung. Der Italiener Marco Bellocchio nahm sich mit Vincere dem Schicksal der geheimgehaltenen Ehefrau von Benito Mussolini, Ida Dalser (gespielt von Giovanna Mezzogiorno), an, während der palästinensische Regisseur Elia Suleiman mit The Time That Remains die Geschichte des Staates Israel nachzeichnet.

#### Spielfilme
Eine Übersicht über die 20 Spielfilmproduktionen, die im internationalen Wettbewerb um die Goldene Palme vertreten waren. Diese wurden aus 1670 eingesendeten Vorschlägen aus 120 Ländern ausgewählt.
| Film                                            | Regie             | Land                                                        | Darsteller (Auswahl)                                                    |
| ----------------------------------------------- | ----------------- | ----------------------------------------------------------- | ----------------------------------------------------------------------- |
| À l’origine                                     | Xavier Giannoli   | Frankreich                                                  | Gérard Depardieu, François Cluzet, Emmanuelle Devos                     |
| Los abrazos rotos                               | Pedro Almodóvar   | Spanien                                                     | Penélope Cruz, Lluís Homar, Blanca Portillo                             |
| Antichrist                                      | Lars von Trier    | Dänemark, Deutschland, Frankreich, Schweden, Italien, Polen | Willem Dafoe, Charlotte Gainsbourg                                      |
| Bak-Jwi (Thirst)                                | Park Chan-wook    | Südkorea, USA                                               | Eriq Ebouaney, Song Kang-ho, Shin Ha-kyun                               |
| Bright Star                                     | Jane Campion      | Australien, Vereinigtes Königreich, Frankreich, USA         | Ben Whishaw, Abbie Cornish                                              |
| Chūn fēng chén zuì de wǎn shàng (Spring Fever)  | Lou Ye            | China, Frankreich                                           | Qin Hao, Chen Sicheng, Wang Ping                                        |
| Enter the Void                                  | Gaspar Noé        | Frankreich                                                  | Nathaniel Brown, Paz de la Huerta                                       |
| Fish Tank                                       | Andrea Arnold     | Vereinigtes Königreich, Niederlande                         | Katie Jarvis, Michael Fassbender, Kierston Wareing                      |
| Les herbes folles                               | Alain Resnais     | Frankreich, Italien                                         | André Dussollier, Sabine Azéma, Emmanuelle Devos                        |
| Inglourious Basterds                            | Quentin Tarantino | USA, Deutschland                                            | Brad Pitt, Diane Kruger, Mélanie Laurent, Christoph Waltz, Daniel Brühl |
| Kinatay                                         | Brillante Mendoza | Philippinen                                                 | Coco Martin, Julio Diaz, Mercedes Cabral                                |
| Looking for Eric                                | Ken Loach         | Vereinigtes Königreich, Frankreich, Italien, Belgien        | Steve Evets, Éric Cantona, Stephanie Bishop                             |
| Map of the Sounds of Tokyo                      | Isabel Coixet     | Spanien                                                     | Rinko Kikuchi, Sergi López, Manabu Oshio                                |
| Un prophète                                     | Jacques Audiard   | Frankreich                                                  | Tahar Rahim, Niels Arestrup, Maeva Blue                                 |
| Taking Woodstock                                | Ang Lee           | USA                                                         | Demetri Martin, Jonathan Groff, Eugene Levy                             |
| The Time That Remains                           | Elia Suleiman     | Israel, Frankreich, Belgien, Italien                        | Ali Suliman, Saleh Bakri, Elia Suleiman                                 |
| Vengeance                                       | Johnnie To        | Hongkong, Frankreich, USA                                   | Simon Yam, Johnny Hallyday, Sylvie Testud                               |
| Vincere                                         | Marco Bellocchio  | Italien, Frankreich                                         | Giovanna Mezzogiorno, Filippo Timi, Corrado Invernizzi                  |
| Visage (Face)                                   | Tsai Ming-liang   | Taiwan, Frankreich, Belgien                                 | Mathieu Amalric, Laetitia Casta, Jean-Pierre Léaud                      |
| Das weiße Band – Eine deutsche Kindergeschichte | Michael Haneke    | Österreich, Frankreich, Deutschland                         | Susanne Lothar, Ulrich Tukur, Burghart Klaußner                         |

### Un Certain Regard
In der Reihe Un Certain Regard werden vornehmlich Werke von wenig bekannten Filmemachern gezeigt, die mit einem 30.000 Euro dotierten Preis ausgezeichnet werden. 2009 war kein Spielfilm aus Deutschland, Österreich und der Schweiz vertreten, nachdem im Vorjahr Andreas Dresens Drama Wolke Neun eingeladen und preisgekrönt wurde. Die diesjährige Jury wurde von dem italienischen Filmregisseur und Drehbuchautor Paolo Sorrentino angeführt, der letztes Jahr mit Il Divo im Wettbewerb um die Goldene Palme vertreten war und den Preis der Jury erhielt. Sorrentino zur Seite standen die französische Schauspielerin Julie Gayet, Piers Handling, Leiter des Toronto International Film Festival, die indische Journalistin und Festival-Organisatorin Uma Da Cunha und die Schwedin Marit Kapla, Leiterin des Internationalen Filmfestivals von Göteborg. Eröffnet wurde die Reihe mit dem iranischen Beitrag Kasi az Gorbehaye Irani Khabar Nadareh (No One Knows About Persian Cats) von Bahman Ghobadi, der über die Indie-Rock-Szene Teherans handelt. Ebenfalls vertreten war der Rumäne Cristian Mungiu, Sieger der Goldenen Palme des Jahres 2007. Mit dem Gemeinschaftswerk Amintiri din Epoca de Aur (dt.: „Geschichten aus dem Goldenen Zeitalter“) blickt Mungiu auf die Ceaușescu-Jahre zurück.
| Film                                                                     | Regie                                                                          | Land                                 | Darsteller (Auswahl)                                     |
| ------------------------------------------------------------------------ | ------------------------------------------------------------------------------ | ------------------------------------ | -------------------------------------------------------- |
| À Deriva (Adrift)                                                        | Heitor Dhalia                                                                  | Brasilien                            | Camilla Belle, Vincent Cassel                            |
| Amintiri din Epoca de Aur (Tales From the Golden Age)                    | Hanno Höfer Razvan Marculescu Cristian Mungiu Constantin Popescu Ioana Uricaru | Rumänien                             | Diana Cavaliotti, Radu Iacoban, Tania Popa               |
| Demain dès l’aube                                                        | Denis Dercourt                                                                 | Frankreich                           | Vincent Perez, Jérémie Renier, Adeline Zarudiansky       |
| Eyes Wide Open                                                           | Haim Tabakman                                                                  | Israel                               | Dokumentarfilm                                           |
| Independencia (Independence)                                             | Raya Martin                                                                    | Philippinen, Frankreich, Deutschland | Tetchie Agbayani, Sid Lucero                             |
| Irène                                                                    | Alan Cavalier                                                                  | Frankreich                           |                                                          |
| Kasi az Gorbehaye Irani Khabar Nadareh (No One Knows About Persian Cats) | Bahman Ghobadi                                                                 | Iran                                 |                                                          |
| Kūki ningyō (Air Doll)                                                   | Hirokazu Koreeda                                                               | Japan                                | Bae Doo-na, Jō Odagiri, Susumu Terajima                  |
| Kynodontas (Dogtooth)                                                    | Yorgos Lanthimos                                                               | Griechenland                         | Christos Stergioglou, Michele Valley, Aggeliki Papoulia  |
| Morrer Como um Homem (To Die Like a Man)                                 | João Pedro Rodrigues                                                           | Portugal                             |                                                          |
| Mother                                                                   | Bong Joon-ho                                                                   | Südkorea                             | Bin Won, Ku Jin, Hye-ja Kim                              |
| Nang Mai (Nymph)                                                         | Pen-Ek Ratanaruang                                                             | Thailand                             |                                                          |
| Le père de mes enfants                                                   | Mia Hansen-Løve                                                                | Frankreich, Deutschland              | Chiara Caselli, Louis-Do de Lencquesaing, Dominique Frot |
| Politist, Adjectiv (Policier, Adjectif)                                  | Corneliu Porumboiu                                                             | Rumänien                             | Dragoș Bucur, Vlad Ivanov, Cosmin Selesi                 |
| Precious                                                                 | Lee Daniels                                                                    | USA                                  | Gabourey Sidibe, Lenny Kravitz, Mo’Nique                 |
| Samson & Delilah                                                         | Warwick Thornton                                                               | Australien                           | Rowan McNamara, Marissa Gibson                           |
| The Silent Army                                                          | Jean van de Velde                                                              | Niederlande                          |                                                          |
| Skazka pro temnotu (Tale in the Darkness)                                | Nikolai Chomeriki                                                              | Russland                             |                                                          |
| Tzar (Le Tsar)                                                           | Pawel Lungin                                                                   | Russland, Frankreich                 |                                                          |
| Los Viajes del Viento (Les Voyages Du Vent)                              | Ciro Guerra                                                                    | Kolumbien                            | Agustin Nieves, Erminia Martinez, José Luis Torres       |

### Kurzfilmwettbewerb
Der Jury des Kurzfilmwettbewerbs, in dem ebenfalls eine Goldene Palme vergeben wird, wurde dieses Jahr von dem britischen Regisseur und Drehbuchautor John Boorman geleitet. Boorman, 1970 und 1988 in Cannes mit dem Regiepreis ausgezeichnet, standen der französische Regisseur Bertrand Bonello, sein tunesischer Berufskollege Ferid Boughedir und die Schauspielerinnen Leonor Silveira aus Portugal und Zhang Ziyi aus China zur Seite. Die Jury vergibt jedes Jahr ebenfalls den Preis in der Reihe Cinéfondation.
| Film                     | Regie                          | Land           | Länge (in min.) |
| ------------------------ | ------------------------------ | -------------- | --------------- |
| After Tomorrow           | Emma Sullivan                  | Großbritannien | 15′             |
| Arena                    | João Salaviza                  | Portugal       | 15′             |
| Ciao Mama                | Goran Odvorcic                 | Kroatien       | 10′             |
| Klusums                  | Laila Pakalnina                | Lettland       | 14′             |
| Larsog Peter             | Daniel Borgman                 | Dänemark       | 15′             |
| L’Homme à la Gordini     | Jean-Christophe Lie            | Frankreich     | 10′             |
| Missen                   | Jochem De Vries                | Niederlande    | 12′             |
| Rumbo                    | Alex Brendemühl                | Spanien        | 12′             |
| The Six dollar fifty man | Mark Albiston Louis Sutherland | Neuseeland     | 15′             |

### Cinéfondation
Für die 1998 ins Leben gerufene Reihe Cinéfondation, wurden siebzehn Kurzfilmarbeiten aus 13 verschiedenen Ländern ausgewählt, darunter sowohl Animations- als auch Realfilme. Das Programm hilft jungen Filmstudenten bei der Förderung und Fertigstellung ihrer Projekte. Als Jury fungierte die Kurzfilmjury um John Boorman.
| Film                                       | Regie                                                           | Land                   | Länge (in min.) |
| ------------------------------------------ | --------------------------------------------------------------- | ---------------------- | --------------- |
| #1                                         | Noamir Castéra                                                  | Belgien                | 4′              |
| Baba                                       | Zuzana Kirchnerová-Spidlová                                     | Tschechien             | 20′             |
| By the Grace of God (Par la grace de dieu) | Ralitza Petrova                                                 | Vereinigtes Königreich | 37′             |
| Chapa                                      | Thiago Ricarte                                                  | Brasilien              | 15′             |
| Le contretemps                             | Dominique Baumard                                               | Frankreich             | 39′             |
| Diploma (Diplome)                          | Yaelle Kayam                                                    | Israel                 | 22′             |
| El boxeador (Le boxeur)                    | Juan Ignacio Pollio                                             | Argentinien            | 10′             |
| Goodbye                                    | Song Fang                                                       | China                  | 31′             |
| Gutter                                     | Dan Ransom Day                                                  | USA                    | 17′             |
| The Horn                                   | Yim Kyung-dong                                                  | Südkorea               | 23′             |
| Kasia                                      | Elisabet Lladó                                                  | Belgien                | 11′             |
| Małżonkowie                                | Dara van Dusen                                                  | Polen                  | 12′             |
| Nammae ui jip                              | Jo Sung-hee                                                     | Südkorea               | 43′             |
| Il naturalista                             | Giulia Barbera Gianluca Lo Presti Federico Parodi Michele Tozzi | Italien                | 5′              |
| Segal                                      | Yuval Shani                                                     | Israel                 | 23′             |
| Sylfidden (La sylphidde)                   | Dorte Bengtson                                                  | Dänemark               | 7′              |
| Traverser                                  | Hugo Frassetto                                                  | Frankreich             | 5′              |

## Nebenreihen

### Semaine de la critique
Parallel zur Vergabe der Goldenen Palme widmet sich die seit 1962 bestehende Nebensektion Semaine de la critique (bis 2007 Semaine internationale de la critique) der Entdeckung neuer Talente. Ausgerichtet vom Syndicat français de la critique de cinéma konkurrieren ausschließlich Erstlingsfilme oder Zweitwerke junger Regisseure. Der Wettbewerb umfasst immer sieben Spielfilme und sieben Kurzfilmarbeiten, die seit 1990 mit verschiedenen Preisen ausgezeichnet werden. Begleitet wird die „internationale Kritikerwoche“ von Sonderaufführungen zahlreicher Kurzfilme.

#### Spielfilme
| Film                | Regie                           | Land                              | Darsteller (Auswahl)                                    |
| ------------------- | ------------------------------- | --------------------------------- | ------------------------------------------------------- |
| Adieu Gary          | Nassim Amaouche                 | Frankreich                        | Jean-Pierre Bacri, Dominique Reymond, Yasmine Belmadi   |
| Altiplano           | Peter Brosens Jessica Woodworth | Belgien, Deutschland, Niederlande | Magaly Solier Romero, Jasmin Tabatabai, Olivier Gourmet |
| Huacho              | Alejandro Fernández Almendras   | Chile, Frankreich, Deutschland    | Clemira Aguayo, Alejandra Yáñez, Cornelio Villagrán     |
| Lost Persons Area   | Caroline Strubbe                | Belgien                           | Lisbeth Gruwez, Sam Louwyck, Kimke Desart               |
| Mal día para pescar | Álvaro Brechner                 | Uruguay, Spanien                  | Gary Piquer, Jouko Ahola, Antonella Costa               |
| Ordinary People     | Vladimir Perisic                | Serbien, Frankreich               | Relja Popovic, Boris Isakovic, Miroslav Stevanovic      |
| Sirta la gal ba     | Shahram Alidi                   | Irak                              | Omar Chawshin, Maryam Boubani, Fakher Mohammad Barzani  |

#### Kurzfilme
| Film                          | Regie                           | Land                        | Länge (in min.) |
| ----------------------------- | ------------------------------- | --------------------------- | --------------- |
| C’est gratuit pour les filles | Marie Amachoukeli Claire Burger | Frankreich                  | 23′             |
| Logorama                      | H5                              | Frankreich                  | 16′             |
| Noche adentro                 | Pablo Lamar                     | Paraguay                    | 17′             |
| Runaway                       | Cordell Barker                  | Kanada                      | 9′              |
| Slitage                       | Patrick Eklund                  | Schweden                    | 18′             |
| Together                      | Eicke Bettinga                  | Deutschland, Großbritannien | 14′             |
| Tulum                         | Dalibor Matanić                 | Kroatien                    | 15′             |

### Quinzaine des réalisateurs
Die Nebenreihe Quinzaine des Réalisateurs (dt.: Zwei Wochen der Regisseure) wurde 1969 in Anlehnung an die ein Jahr zuvor stattgefundenen Maiunruhen ins Leben gerufen und wird von der Société des réalisateurs de films (SRF) organisiert. Gezeigt werden Langfilme (Dokumentar- und Spielfilme) sowie eine Vielzahl von Kurzfilmen aus aller Welt, ohne dass ein Preis vergeben wird. Eröffnet wurde die Sektion mit Francis Ford Coppolas Film Tetro, den der zweifache Gewinner der Goldenen Palme ursprünglich für den offiziellen Wettbewerb eingereicht hatte. Nachdem die Organisatoren des Festivals dem amerikanischen Regisseur nur einen Platz außerhalb des Wettbewerbs in Aussicht stellten, gab Coppola Tetro an die Nebenreihe weiter.

#### Langfilme
| Film                                          | Regie                            | Land                          | Darsteller (Auswahl)                                  |
| --------------------------------------------- | -------------------------------- | ----------------------------- | ----------------------------------------------------- |
| Ajami                                         | Scandar Copti Yaron Shani        | Israel                        |                                                       |
| Amreeka                                       | Cherien Dabis                    | USA                           | Hiam Abbass, Alia Shawkat                             |
| Les beaux gosses                              | Riad Sattouf                     | Frankreich                    | Vincent Lacoste, Anthony Sonigo, Alice Tremolières    |
| Carcasses                                     | Denis Coté                       | Kanada                        | Dokumentarfilm                                        |
| Daniel y Ana                                  | Michel Franco                    | Mexiko                        | Dario Yazbek Bernal, Marimar Vega, Chema Torre        |
| Eastern Plays                                 | Kamen Kalew                      | Bulgarien                     | Hristo Hristov, Ovanes Torosian, Saadet Isil Aksoy    |
| La Famille Wolberg                            | Axelle Ropert                    | Frankreich                    | François Damiens, Valérie Benguigui, Valentin Vigourt |
| Go Get Some Rosemary                          | Benny Safdie Joshua Safdie       | USA                           | Ronald Bronstein                                      |
| Here                                          | Tzu-Nyen Ho                      | Singapur                      | John Low, Jo Tan                                      |
| Humpday                                       | Lynn Shelton                     | USA                           | Mark Duplass, Joshua Leonard, Alycia Delmore          |
| I Love You Phillip Morris                     | Glenn Ficarra John Requa         | USA                           | Jim Carrey, Ewan McGregor, Leslie Mann                |
| J’ai tué ma mère de                           | Xavier Dolan                     | Kanada                        | Xavier Dolan, Anne Dorval, Suzanne Clément            |
| Jal Aljido Motamyunseo (Like You Know It All) | Hong Sangsoo                     | Südkorea                      | Jung-woo Ha, Tae-woo Kim, Ko Hyeon-jeong              |
| Karaoke                                       | Chan Fui (Chris) Chong           | Malaysia                      |                                                       |
| La Merditude des choses                       | Felix Van Groeningen             | Belgien                       | Johan Heldenbergh, Koen De Graeve, Pauline Grossen    |
| Navidad                                       | Sebastián Lelio                  | Chile                         | Manuela Martelli, Diego Ruiz, Alicia Rodriguez        |
| Ne change rien                                | Pedro Costa                      | Portugal                      | Jeanne Balibar, Rodolphe Burger                       |
| Oxhide II                                     | Liu Jia Yin                      | China                         |                                                       |
| La Pivellina                                  | Tizza Covi Rainer Frimmel        | Österreich, Italien           |                                                       |
| Polytechnique                                 | Denis Villeneuve                 | Kanada                        | Maxim Gaudette, Sébastien Huberdeau, Karine Vanasse   |
| Le Roi de l’évasion                           | Alain Guiraudie                  | Frankreich                    |                                                       |
| La Terre de la folie                          | Luc Moullet                      | Frankreich                    |                                                       |
| Tetro                                         | Francis Ford Coppola             | Argentinien, Spanien, Italien | Alden Ehrenreich, Maribel Verdú, Carmen Maura         |
| Yuki et Nina                                  | Nobuhiro Suwa Hippolyte Girardot | Frankreich, Japan             | Noë Sampy, Arielle Moutel, Tsuyu Shimizu              |

#### Kurzfilme
| Film                                  | Regie                | Land                 | Länge (in min.) |
| ------------------------------------- | -------------------- | -------------------- | --------------- |
| A Repüles Története                   | Balint Kenyeres      | Ungarn, Frankreich   | 15′             |
| American Minor                        | Charlie White        | USA                  | 8′              |
| Anna                                  | Rúnar Rúnarsson      | Dänemark             | 35′             |
| El ataque de los robots de Nebulosa-5 | Chema Garcia Ibarra  | Spanien              | 17′             |
| Canção de amor e saúde                | João Nicolau         | Portugal, Frankreich | 35′             |
| Cicada                                | Amiel Courtin-Wilson | Australien           | 9′              |
| Drömmar Från Skogen                   | Johannes Nyholm      | Schweden             | 9′              |
| Dust Kid                              | Yumi Jung            | Südkorea             | 10′             |
| Les Fugitives (The Fugitives)         | Guillaume Leiter     | Frankreich           | 25′             |
| Jagdfieber – The Hunting Fever        | Alessandro Comodin   | Belgien              | 20′             |
| John Wayne Hated Horses               | Andrew T. Betzer     | USA                  | 10′             |
| Nice                                  | Maud Alpi            | Frankreich           | 25′             |
| SuperBarraco                          | Renata Pinheiro      | Brasilien            | 17′             |
| Thermidor                             | Virgil Vernier       | Frankreich           | 17′             |

## Caméra d’Or
Mit der Caméra d’Or (Goldene Kamera) wird seit 1978 der beste Debütfilm eines Regisseurs ausgezeichnet, unabhängig in welcher Sektion dieser vertreten ist. Der internationalen Jury steht der französische Schauspieler Roschdy Zem vor, der 2006 den Darstellerpreis von Cannes gemeinsam mit dem männlichen Schauspielensemble von Tage des Ruhms erhielt. Neben Zem sitzen die Kamerafrau Diane Baratier, Olivier Chiavassa, Geschäftsführer des Filmstudios Laboratoires Eclair, die Regisseurin Sandrine Ray, der Kritiker Charles Tesson und Edouard Waintrop, Leiter des Internationalen Filmfestivals Freiburg in der Jury.
Bei folgenden 20 Filmen, die in Cannes gezeigt werden, handelt es sich um Debütwerke:
- Adieu Gary von Nassim Amaouche („Semaine Internationale de la Critique“)
- Les Beaux Gosses von Riad Sattouf („Quinzaine des Réalisateurs“)
- Daniel y Ana von Michel Franco („Quinzaine des Réalisateurs“)
- Eastern Plays von Kamen Kalev („Quinzaine des Réalisateurs“)
- Eyes Wide Open von Haim Tabakman (offizielle Auswahl – „Un Certain Regard“)
- La Famille Wolberg von Axelle Ropert („Quinzaine des Réalisateurs“)
- Here von Tzu-Nyen Ho („Quinzaine des Réalisateurs“)
- Hierro von Gabe Ibáñez („Semaine Internationale de la Critique“)
- Huacho von Alejandro Fernández Almendras („Semaine Internationale de la Critique“)
- I Love You Phillip Morris von Glenn Ficarra und John Requa („Quinzaine des Réalisateurs“)
- J’ai tué ma mère von Xavier Dolan („Quinzaine des Réalisateurs“)
- Karaoke von Chan Fui („Quinzaine des Réalisateurs“)
- Lascars von Emmanuel Klotz und Albert Pereira Lazaro („Semaine Internationale de la Critique“)
- Lost Persons Area von Caroline Strubbe („Semaine Internationale de la Critique“)
- Mal dia para pescar von Alvaro Brechner („Semaine Internationale de la Critique“)
- Ordinary People von Frédéric Heinrich („Semaine Internationale de la Critique“)
- Panique au village von Vincent Patar und Stéphane Aubier (offizielle Auswahl – „Séance de Minuit“)
- Rien de personnel von Mathias Gokalp („Semaine Internationale de la Critique“)
- Samson & Delilah von Warwick Thornton (offizielle Auswahl – „Un Certain Regard“)
- Sirta la gal ba von Shahram Alidi („Semaine Internationale de la Critique“)

## Filme und Programme außerhalb des Wettbewerbs
Außerhalb des offiziellen Wettbewerbs wurden neben dem Eröffnungsfilm Oben und dem Abschlussfilm Coco Chanel & Igor Stravinsky auch Alejandro Amenábars Agora, Robert Guédiguians L’Armée du crime und Terry Gilliams Das Kabinett des Doktor Parnassus gezeigt. Gilliams Regiearbeit stellt den letzten Film des 2008 verstorbenen Heath Ledger dar. Nach dem Tod des australischen Schauspielers, der 2009 für seine Leistung in The Dark Knight postum mit dem Oscar ausgezeichnet worden war, wurden Johnny Depp, Colin Farrell und Jude Law verpflichtet, die in den noch nicht abgedrehten Szenen Ledgers Part übernahmen.
In Mitternachts- und Spezialaufführungen waren unter anderem die neuesten Arbeiten von Souleymane Cissé (Min ye), Sam Raimi (Drag Me to Hell) und Michel Gondry (Épine dans le cœur) zu sehen. Der amerikanische Regisseur Martin Scorsese präsentierte die Reihe Cannes Classics, in der unter anderem Szenen aus Henri-Georges Clouzots Film L’enfer (dt.: „Die Hölle“) gezeigt wurden, die Serge Bromberg und Ruxandra Medrea in ihrem Dokumentarfilm L’Enfer d’Henri-Georges Clouzot verwendeten. Die Dreharbeiten zu dem Film, mit Romy Schneider und Serge Reggiani in den Hauptrollen, waren 1964 nach einem Herzinfarkt Clouzots unterbrochen und nicht wieder aufgenommen worden, während Claude Chabrol das Drehbuch 1994 mit Emmanuelle Béart und François Cluzet neu verfilmt hatte. Ebenfalls in dieser Sektion war eine restaurierte Fassung von Michelangelo Antonionis Die mit der Liebe spielen zu sehen, der das diesjährige offizielle Festivalplakat inspirierte. Zu sehen ist die Rückenansicht seiner blonden Hauptdarstellerin Monica Vitti, die in einem schwarzen Kleid an einer Türschwelle steht und hinaus auf einen sonnendurchfluteten großen, leeren Platz blickt.
Das belgische Brüderpaar Jean-Pierre und Luc Dardenne, zweifache Gewinner der Goldenen Palme, hielten während der Filmfestspiele eine „Cinema Master Class“ ab, in der sie auf ihre Arbeit als Filmemacher und Drehbuchautoren eingingen. Damit folgten sie so bekannten Regiekollegen wie Martin Scorsese, Stephen Frears, Wong Kar-wai, Nanni Moretti, Sydney Pollack und Quentin Tarantino, die bei den Filmfestspielen in den letzten Jahren Einblick in ihre Arbeit gegeben hatten.

## Preisträger
Wettbewerb

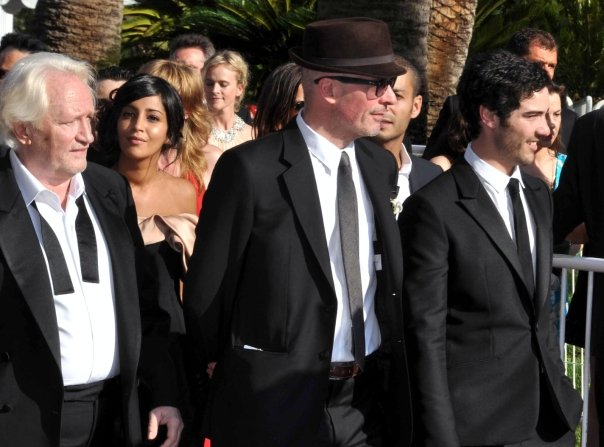
Niels Arestrup, Jacques Audiard und Tahar Rahim, ausgezeichnet für Ein Prophet

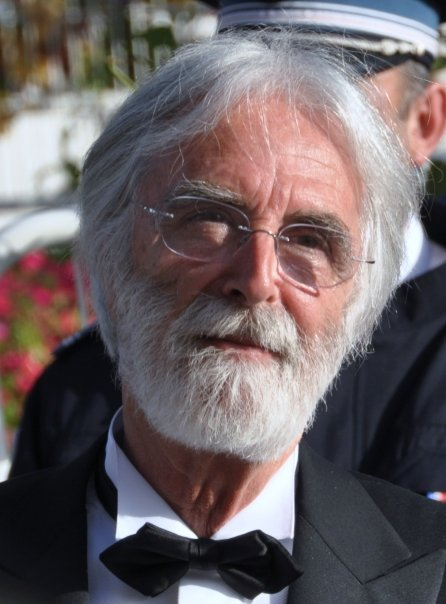
Michael Haneke (Gewinner der Goldenen Palme)

- Goldene Palme (Palme d’or) für den besten Film: Das weiße Band – Eine deutsche Kindergeschichte von Michael Haneke
- Großer Preis der Jury (Grand prix du jury): Un prophète von Jacques Audiard
- Preis der Jury (Prix du Jury): Fish Tank von Andrea Arnold und Bak-Jwi von Park Chan-wook
- Beste Regie: Brillante Mendoza (Kinatay)
- Bester Darsteller: Christoph Waltz (Inglourious Basterds)
- Beste Darstellerin: Charlotte Gainsbourg (Antichrist)
- Bestes Drehbuch: Mei Feng (Chūn fēng chén zuì de wǎn shàng)
- Preis für das Lebenswerk: Alain Resnais (Les herbes folles)

Kurzfilmwettbewerb
- Goldene Palme (Palme d’or) für den besten Kurzfilm: Arena von João Salaviza
- Lobende Erwähnung: The Six dollar fifty man von Mark Albiston und Louis Sutherland

Goldene Kamera
- Goldene Kamera (Caméra d’Or) für den besten Debütfilm: Samson & Delilah von Warwick Thornton

Un Certain Regard
- Hauptpreis: Kynodontas von Yorgos Lanthimos
- Preis der Jury: Politist, Adjectiv von Corneliu Porumboiu
- Sonderpreis der Reihe Un Certain Regard 2009: Kasi az gorbehaye Irani Khabar Nadareh von Bahman Ghobadi und Le Père de mes enfants von Mia Hansen-Løve

Cinéfondation
- 1. Preis: Baba von Zuzana Kirchnerová-Spidlová
- 2. Preis: Goodbye von Song Fang
- 3. Preis: Diploma von Yaelle Kayam und Nammae ui jip von Jo Sung-hee

Semaine de la critique
- Grand Prix de la Semaine de la critique: Adieu Gary von Nassim Amaouche
- Nebenpreis: Sirta la gal ba von Shahram Alidi

Quinzaine des réalisateurs
- Art Cinema Award: I Killed My Mother von Xavier Dolan
- Regards Jeunes 2009: I Killed My Mother von Xavier Dolan
- Prix SACD: I Killed My Mother von Xavier Dolan
- Europa-Cinemas-Preis: La Pivellina von Tizza Covi und Rainer Frimmel
- Prix SFR: Montparnasse von Mikhaël Hers

Weitere Preise
- Prix Vulcain de l’artiste technicien: Map of the Sounds of Tokyo von Isabel Coixet
- Preis der Ökumenischen Jury: Looking for Eric von Ken Loach
- Lobende Erwähnung der Ökumenischen Jury: Das weiße Band von Michael Haneke
- FIPRESCI-Preis: Das weiße Band von Michael Haneke